# Passivazione (veicolo spaziale)
La passivazione di un veicolo spaziale è la rimozione di qualsiasi energia interna contenuta nel veicolo al termine della sua missione o di vita utile.  I razzi multistadi esausti sono generalmente passivati dopo che il loro uso come veicoli di lancio è terminato, come lo sono i satelliti artificiali quando non possono più essere utilizzati per lo scopo con cui sono stati progettati.  
Per i satelliti in orbita geosincrona, sia l'Unione internazionale delle telecomunicazioni (ITU) che l'ONU raccomandano che i GEO-satelliti devono essere progettati in modo tale da poter, a fine vita, essere trasportati in un'orbita cimitero un po' sopra i 350 chilometri dall'orbita geostazionaria, e poi si passiva rimuovendo qualsiasi energia accumulata internamente. “Non vi è alcuna applicazione di queste raccomandazioni", ma la maggior parte di questi GEO veicoli spaziali sono stati posizionati nelle orbite di smaltimento consigliate.
Il più grande componente di energia immagazzinata internamente è generalmente il propellente, sebbene le batterie siano anch'esse importanti fonti di energia immagazzinata che richiedono la passivazione.
La storia empirica ha dimostrato che l'energia immagazzinata che non viene dissipata spesso può diventare una sorgente di energia per l'avvio di un'esplosione o di una frammentazione, con conseguente indesiderato detrito spaziale artificiale.